# 京都市立桂徳小学校
京都市立桂徳小学校（きょうとしりつ けいとくしょうがっこう）は、京都府京都市西京区にある公立小学校。

## 沿革
- 1982年2月 - 建設促進準備委員会より桂小学校第三分校建設についての陳情書を京都市教育委員会に提出
- 1984年5月 - 桂小学校分校建設案が京都市会で可決される
- 1984年10月 - 着工
- 1985年9月 - 本校より移転し、京都市立桂小学校北分校として開校
- 1986年4月 - 桂小学校より独立し、京都市立桂徳小学校として開校
- 2006年4月 - 2学期制を導入

## 主な進学先
- 京都市立桂中学校

## 周辺施設
- 三菱京都病院

## 交通アクセス
- 阪急京都本線・阪急嵐山線 桂駅下車

## 通学区域が隣接している学校
- 京都市立桂川小学校
- 京都市立桂小学校
- 京都市立桂東小学校
- 京都市立葛野小学校